# Toma
«Toma» — четвёртый сингл рэпера Питбуля с его дебютного альбома M.I.A.M.I. при участии Лил Джона. Он достин #21 в Hot Rap Tracks и #73 в Hot R&B/Hip-Hop Singles & Tracks.
Песня не с первого раза прижилась на радио. В некоторых версиях песни были удалены грубые слова, но при этом сохранилась испаноязычная фраза в куплете, явно намекающая на секс: «Si tu quiere que te coma toda», что означает «если ты хочешь, я всю тебя съем», что можно расценивать как предложение на куннилингус. Есть версии, где вся песня «цензурная», без откровенностей.
Песня звучала в фильме 2006 года Шаг вперед.

## Ремикс
В официальном ремиксе приняли участи дансхолл артисты: Mr. Vegas, Уэйн Маршалл, Red Rat, T.O.K. и Kardinal Offishall, которые появлялись в альбоме ремиксов Питбуля Money Is Still a Major Issue. Неофициальный ремикс при участии Нины Скай с ритмом из песни «Conga» певицы Глории Эстефан на микстейпе.

## Чарты
| Чарт (2005)                                   | Наивысшая позиция |
| --------------------------------------------- | ----------------- |
| US Bubbling Under Hot 100 Singles (Billboard) | 8                 |
| US Hot R&B/Hip-Hop Songs (Billboard)          | 73                |
| US Rap Songs (Billboard)                      | 21                |